# Agino Selo, Banjaluka
Agino Selo je naselje v mestu Banjaluka, Bosna in Hercegovina. 

## Deli naselja
Agići, Agino Selo, Bare, Čivčići, Diljkani, Doline, Grlići, Kosa, Kukrik, Rastik, Redak, Rogoznik, Sijena, Stankovići, Škrbidol, Vučići in Zeljkovića Glavica.

## Prebivalstvo
| Pregled števila prebivalcev po letih | Pregled števila prebivalcev po letih | Pregled števila prebivalcev po letih | Pregled števila prebivalcev po letih | Pregled števila prebivalcev po letih | Pregled števila prebivalcev po letih |
| ------------------------------------ | ------------------------------------ | ------------------------------------ | ------------------------------------ | ------------------------------------ | ------------------------------------ |
| 1948                                 | 1953                                 | 1961                                 | 1971                                 | 1981                                 | 1991                                 |
| 994                                  | 1.120                                | 1.426                                | 1.504                                | 1.352                                | 1.106                                |

| Narodna sestava prebivalstva po letih                                                                                          | Narodna sestava prebivalstva po letih                                                                                          | Narodna sestava prebivalstva po letih                                                                                           |
| --- | --- | --- |
| 1971 | 1981 | 1991 |
| . skupaj: 1.504 Srbi 1.496 (99,46 %) Muslimani 2 (0,13 %) Hrvati 0 (0,00 %) Jugoslovani 4 (0,26 %) drugi in neznano 2 (0,13 %) | . skupaj: 1.352 Srbi 1.339 (99,03 %) Hrvati 6 (0,44 %) Muslimani 0 (0,00 %) Jugoslovani 6 (0,44 %) drugi in neznano 1 (0,07 %) | . skupaj: 1.106 Srbi 1.077 (97,37 %) Hrvati 2 (0,18 %) Muslimani 2 (0,18 %) Jugoslovani 5 (0,45 %) drugi in neznano 20 (1,80 %) |